# Mons Tai
Il Mons Tai è una struttura geologica della superficie della Luna. Costituisce il picco centrale del cratere Von Kármán.
Il mons è dedicato all'omonimo montagna sacra del taoismo in Cina.